# جنگ عثمانی و لهستان (۱۶۷۲–۱۶۷۶)
جنگ عثمانی و لهستان (۱۶۷۲-۱۶۷۶) یا جنگ دوم عثمانی و لهستان جنگی میان مشترک‌المنافع لهستان-لیتوانی و امپراتوری عثمانی بود که در جریان جنگ بزرگ ترکیه رخ داد. این جنگ در ۱۶۷۶ میلادی با عهدنامه زورافنو به پایان رسید و مشترک‌المنافع لهستان-لیتوانی بخش بزرگی از قلمرو خود در اوکراین را به عثمانی واگذار کرد.

## مقدمه
علت جنگ امپراتوری عثمانی و لهستان ۱۶۷۲_۱۶۷۶ میتواند تاثیری از سال ۱۶۶۶ داشته باشد.
پِترو دوروشِنکو سرکرده گروه زپوریژیان،قصد داشت تا کنترل اوکراین را به دست آورد اما با شکست از سایر جناح هایی که بر سر کنترل آن منطقه مبارزه می کردند مواجه شد،در تلاش نهایی برای حفظ قدرت خود در اوکراین با سلطان محمد چهارم پیمانی را امضاء کرد که در آن هتمان قزاق دست نشانده امپراتوری عثمانی باشد.: 273 
در این بین، نیروهای پادشاهی مشترک‌المنافع لهستان-لیتوانی در تلاش بودند تا ناآرامی در اوکراین را سرکوب کنند اما این جنگ چندین دهه ادامه داشت(قیام خملنیتسکی، سیل (تاریخ لهستان) و جنگ روسیه و لهستان (۱۶۵۴–۱۶۶۷)). تاتارها که معمولاً به دنبال جنگ و غارت بودند در سراسر مرزهای این مشترک المنافع یورش می بردند، در تلاش برای سرمایه گذاری بر روی این ضعف، تاتار هاحمله کردند و این بار با قزاق ها تحت رهبری هتمن دوروشنکو متحد شدند.با این حال، آنها توسط نیروهای مشترک المنافع تحت فرماندهی ژان سوم سوبیسکی متوقف شدند، که با اولین حمله آنها را متوفق کردند(۱۶۶۶_۱۶۶۷)، و چندین بار آنها را شکست دادند.سرانجام پس ازنبرد پودهاجچه آتش بس به توافق رسید.
در سال ۱۶۷۰، هتمان دوروشنکو تلاش کرد که دوباره نفوذ در اوکراین به دست آورد.در سال ۱۶۷۱ خان کریمه، عادل گیرای، که حامی لهستان بود، توسط سلیم اول گیرای جدید تحت سلطهٔ سلطان امپراتوری عثمانی جایگزین شد. سلیم تحالفی با قزاق های دوروشنکو بشکلید، اما همانند سال‌های ۱۶۶۶-۶۷ نیروهای قزاق-تاتاز دچار شکستی دست خواهید آمد. سلیم سپس نسبت به سلطان عثمانی بیعت خود را تجدید کرده و برای کمک التماس کرد، که سلطان با آن موافقت کرد. بنابراین، یک تقاضای ناقص مرزی به جنگ منظمی در سال ۱۶۷۱ تبدیل شد، زیرا امپراتوری عثمانی حالا آماده بود تا واحدهای منظم خود را به میدان جنگ اعزام کند تا سعی کند که کنترل آن منطقه را برای خود به دست آورد.: 646 

## پیامدها
این جنگ ضعف نظامی مشترک‌المنافع لهستان-لیتوانی را به ظور کامل نشان داد که این موضوع به تجزیه لهستان در قرن ۱۸ میلادی انجامید.
یان سوبیسکی، فرمانده ارتش لهستان که در نبرد خوتین در ۱۶۷۳ پیروزی درخشانی بر ارتش عثمانی کسب کرد، در ۱۶۷۴ میلادی به عنوان شاه لهستان برگزیده شد.